# آنا کرت
آنا کرت (لهستانی: Anna Kerth؛ زادهٔ ۱ ژانویهٔ ۱۹۸۰) بازیگر اهل لهستان است.
از فیلم‌ها یا مجموعه‌های تلویزیونی که وی در آن‌ها نقش داشته‌است، می‌توان به پیمان ورشو، در خیابان سپولنی و هتل ۵۲،  اشاره نمود.